# Odojeviće
Odojeviće (cyr. Одојевиће) – wieś w Serbii, w okręgu raskim, w mieście Novi Pazar. W 2011 roku liczyła 15 mieszkańców.